# Championnat d'Égypte de football 1956-1957
Navigation
Saison précédente Saison suivante
La saison 1956-1957 du Championnat d'Égypte de football est la 7e édition du championnat de première division égyptien. Quatorze clubs égyptiens prennent part au championnat organisé par la fédération. Les équipes sont regroupées en une poule unique où elles rencontrent leurs adversaires deux fois, à domicile et à l'extérieur.
C'est le club d'Al Ahly SC, tenant du titre depuis six saisons, qui remporte à nouveau le championnat, après avoir terminé en tête du classement, avec sept points d'avance sur le Zamalek SC et dix sur Ismaily SC. C'est le 7e titre de champion d'Égypte de l'histoire du club.
Les clubs de Ghazl El Mahallah et de Tanta FC rejoignent le championnat cette saison.

## Les clubs participants
| - Al Ahly SC - Tersana SC - Ismaily SC - Zamalek SC - Al-Masry Club - Suez El-Riyadi (ex-Ittihad Suez) - Ghazl El Mahallah | - Al-Qanah - Al Olympi - Ittihad Alexandrie - Al Teram - Al Mansourah Sporting Club - Al Sekka Al Hadid - Tanta FC |

## Compétition

### Classement
Le classement est établi sur le barème de points classique (victoire à 2 points, match nul à 1, défaite à 0).
| Rang | Équipe                     | Pts | J  | G  | N | P  | Bp | Bc | Diff |
| ---- | -------------------------- | --- | -- | -- | - | -- | -- | -- | ---- |
| 1    | Al Ahly SC T               | 40  | 26 | 18 | 4 | 4  | 52 | 19 | +33  |
| 2    | Zamalek SC C               | 33  | 26 | 14 | 5 | 7  | 52 | 35 | +17  |
| 3    | Ismaily SC                 | 30  | 26 | 11 | 8 | 7  | 44 | 38 | +6   |
| 4    | Al Olympi                  | 28  | 26 | 11 | 6 | 9  | 47 | 39 | +8   |
| 5    | Al-Masry Club              | 28  | 26 | 11 | 6 | 9  | 30 | 29 | +1   |
| 6    | Tanta FC                   | 25  | 26 | 9  | 7 | 10 | 39 | 28 | +11  |
| 7    | Tersana SC                 | 25  | 26 | 9  | 7 | 10 | 35 | 41 | -6   |
| 8    | Al Qanah                   | 24  | 26 | 8  | 8 | 10 | 22 | 32 | -10  |
| 9    | Al Teram                   | 23  | 26 | 7  | 9 | 10 | 31 | 32 | -1   |
| 10   | Al Sekka Al Hadid          | 23  | 26 | 8  | 7 | 11 | 32 | 41 | -9   |
| 11   | Ittihad Alexandrie         | 23  | 26 | 9  | 5 | 12 | 43 | 52 | -9   |
| 12   | Ghazl El Mahallah          | 22  | 26 | 8  | 6 | 12 | 29 | 38 | -9   |
| 13   | Suez El-Riyadi             | 21  | 26 | 6  | 9 | 11 | 29 | 44 | -15  |
| 14   | Al Mansourah Sporting Club | 23  | 26 | 7  | 9 | 10 | 31 | 32 | -1   |

| Légende : Qualifications et relégations | Légende : Qualifications et relégations                |
| --------------------------------------- | ------------------------------------------------------ |
|                                         | Champion d'Égypte 1956-1957                            |
|                                         | T : Tenant du titre C : Vainqueur de la Coupe d'Égypte |

## Bilan de la saison
| Championnat d'Égypte de football 1956-1957 |                       |
| Champion                                   | Al Ahly SC (7e titre) |
| Coupes et trophées                         |                       |
| Vainqueur de la Coupe d'Égypte 1956-1957   | Zamalek SC            |
| Promotions et relégations                  |                       |
| Promus en Egyptian Premier League          | Aucun                 |
| Relégués en Egyptian Second League         | Aucun                 |